# Estación de Benaoján-Montejaque
Benaoján-Montejaque es una estación de ferrocarril situada en el municipio español de Benaoján, en la provincia de Málaga, comunidad autónoma de Andalucía. Cuenta con servicios de media distancia operados por Renfe.
Da servicio también al cercano municipio de Montejaque, de hecho, cuando se construyó la línea ambos municipios tenían su propia estación.

## Situación ferroviaria
Se encuentra en la línea férrea que une Bobadilla con Algeciras, pk 92,6 a 486 metros de altitud, entre las estaciones de Arriate y de Jimera de Líbar.

## Historia
La estación fue puesta en servicio el 24 de noviembre de 1892 con la apertura del tramo Ronda-Jimena de la Frontera de la línea férrea que pretendía unir Bobadilla con Algeciras. Las obras corrieron a cargo de la compañía inglesa The Algeciras-Gibraltar Railway Cº. El 1 de octubre de 1913, la concesión de la línea fue traspasada a la Compañía de los Ferrocarriles Andaluces que la gestionó hasta que en 1941 se produjo la nacionalización del ferrocarril en España y se creó RENFE.
Desde el 31 de diciembre de 2004 Adif es la titular de las instalaciones ferroviarias.

## Servicios ferroviarios

### Media Distancia
Gracias a su línea 70 Renfe enlaza la estación con Algeciras, Ronda y Antequera-Santa Ana.
| Línea MD | Trenes | Origen/Destino            |  | Destino/Origen |
| -------- | ------ | ------------------------- |  | -------------- |
| 70       | MD     | Antequera-Santa Ana Ronda |  | Algeciras      |